# Músculo dianteiro
|  |

| Animal (kg) | Arroba (@) | Média (kg) |
| 160         | 10         | 1,81       |
| 190         | 12         | 2,14       |
| 220         | 14         | 2,48       |
| 250         | 16         | 2,82       |

O Músculo pode ser da carcaça dianteira, traseira ou outros músculos junto com outros cortes,  o músculo do dianteiro é um tipo de corte da carne bovina que está localizado na parte dianteira do animal que representa 6,10 % dela. A diferença entre o músculo traseiro é o seu tamanho, em alusão ao ser humano, o músculo dianteiro seria o braço⁣, portanto menor, e o músculo traseiro seria a "batata" da perna.

## Informação nutricional
| Valor calórico     | 120,91 kcal | 5%  |
| Carboidratos       | 0,65 g      | 0%  |
| Proteínas          | 25,19 g     | 50% |
| Gorduras totais    | 1,95 g      | 2%  |
| Gorduras saturadas | 0,58 g      | 2%  |
| Colesterol         | 60,42 mg    | 20% |
| Fibras             | 0 g         | 0%  |
| Cálcio             | 7,89 mg     | 1%  |
| Ferro              | 1,80 mg     | 13% |
| Sódio              | 56,36 mg    | 2%  |

Obs.: Valores diários em referência com base em uma dieta de 2.500 calorias por porção de 100g com referência para animais do Brasil.